# Mohammadabad
Mohammadabad là một thị xã và là một nagar panchayat của quận Farrukhabad thuộc bang Uttar Pradesh, Ấn Độ.

## Nhân khẩu
Theo điều tra dân số năm 2001 của Ấn Độ, Mohammadabad có dân số 20.504 người. Phái nam chiếm 53% tổng số dân và phái nữ chiếm 47%. Mohammadabad có tỷ lệ 59% biết đọc biết viết, thấp hơn tỷ lệ trung bình toàn quốc là 59,5%: tỷ lệ cho phái nam là 67%, và tỷ lệ cho phái nữ là 50%. Tại Mohammadabad, 18% dân số nhỏ hơn 6 tuổi.